# Chidi Osuchukwu
Chidi Osuchukwu (Benin City, 11 ottobre 1993) è un calciatore nigeriano, centrocampista del PDRM.

## Caratteristiche tecniche
Ala sinistra, può giocare come trequartista o come ala destra.

## Carriera

### Club
Ha giocato nella prima divisione portoghese, in quella kazaka ed in quella bielorussa.
In carriera ha anche giocato complessivamente 5 partite nei turni preliminari di Europa League ed una partita in quelli di Conference League.

### Nazionale
Ha giocato 2 partite nei Mondiali Under-20 del 2013.

## Palmarès

### Club

#### Competizioni nazionali
- Coppa di Bielorussia: 1

Dinamo Brėst: 2017-2018
- Supercoppa di Bielorussia: 2

Dinamo Brėst: 2018, 2019
- Campionato bielorusso: 1

Dinamo Brėst: 2019